# 河合龍之介
河合 龍之介（かわい りゅうのすけ、1983年5月23日 - ）は、日本の俳優。東京都府中市出身。所属事務所ティー・アーティスト、リシェ、フリーを経て、2020年8月現在はティー・アーティストと業務提携をしている。
早稲田実業学校高等部を経て早稲田大学社会科学部卒業。

## 略歴
- 高校2年の時に北野武監督の映画「キッズ・リターン」を観て映画界に興味を持つようになる。ただし当時は役者としてではなくスタッフとして携わりたいと思っていた。
- 2003年デビュー。芸能界入りのきっかけは芸能事務所のスカウト。
- 2004年 連続ドラマの端役や脇役などで出演。『仔犬のワルツ』で現在も尊敬する俳優に名をあげる西島秀俊と共演する。
- 2005年9月1日より公式ブログ「純談カタルシス」を開始。
- 2005年にミュージカル・テニスの王子様、氷帝学園の日吉若役に。2008年まで出演。
- 2006年 映画『デスノート』に出演。
- 2007年 『ふぞろいな秘密』の主演、山置洋二役に抜擢。
- 2008年1月8日 - 2009年9月22日まで、あっ！とおどろく放送局『表参道カフェ T-TIME』の中で映画の番組のMCを務める。
- 2009年 舞台『女信長』で黒木メイサと共演。
- 2010年に演出家倉本朋幸を中心に結成された演劇プロデュース・ユニット、オーストラマコンドーの『三月の5日間』に参加。
- 2010年7月、自身初プロデュースCD『僕らへ…／日々』を発売。手売りや通信販売も全て自分で行った。
- 2011年 自身のHPとFaMというクリエイティブコラボレーションカンパニーを起ち上げる。「様々なジャンルの才能を結集し、新たな可能性を模索していく それぞれが、FaMという余白を利用しジャンルを越えたモノヅクリをしていく そして再び自分たちのフィールドにフィードバックしていく」（@FaM_0418 Twitter プロフィールより）
- 2012年11月1日より所属事務所をティー・アーティストからリシェに移籍。
- 2012年5月 人気映画『リアル鬼ごっこ5』に出演。
- 2013年は『国家』『ダルマ』『猫と犬と約束の燈』など主演舞台が中心。
- 2013年 韓国の東方神起のシングル『SCREAM』のミュージックビデオに出演。
- 2014年 キタムラ印舞台『ハナレウシ』で主演高杉晋作を演じる。
- 2014年5月 坪川拓史監督映画『モルエラニの霧の中』撮影開始。
- 2015年 江戸川乱歩没後50年記念作品『D坂の殺人事件』に出演。
- 2015年 魔界錬闘会のマナベアキヒトと縁があり、役者としてプロレスのリングに立つ。
- 2016年5月18日、フリーで活動することを発表。
- 2016年 『D坂の殺人事件』の続編にあたる『屋根裏の散歩者』に前作と同じ役で出演。
- 2018年よりBLANKとして洋服ブランドUNRESSとコラボを行っている。年に数回POP UP STOREを開催している。
- 2019年9月24日0時過ぎよりツイキャスにてラジオ配信開始。現在は原則毎週水曜日、土曜日の22時より1時間程配信。

## 人物
- 趣味は映画鑑賞（邦画。年間300作品を観ることが目標。好きな映画監督は市川準・神代辰巳）、音楽鑑賞、読書、銭湯。（過去の記録）
- 趣味は旅、読書、映画鑑賞、スポーツ、モノのミニマル化、靴磨き、銭湯巡り、喫茶店（主にスタバに棲息）。（2016年9月自身のSNSより）
- 好きな映画監督は（日本）小津安二郎、大島渚、市川準、神代辰巳、鈴木則文（世界）カール・ドライヤー、ロベール・ブレッソン、バスター・キートン、ツァイ・ミンリャン 特別な人:北野武
- 特技はバスケットボール、野球、水泳、スケート、スポーツ、長サウナ、殺陣、ラート。（過去の記録）
- 特技はバスケ、殺陣、モノのミニマル化（整理収納）、靴磨き、野球、水泳、ラート、長サウナ。資格:普通自動車免許（2016年9月自身のSNSより）
- あだ名はらくだ。らくさん。らくちゃん。←ラクダに似てるから（2016年9月自身のSNSより）
- サイズは178cm、70kg、B:91cm 、W:78cm H:88cm、S:27.5cm（2022年1月　公式プロフィールより）

- 運動神経が抜群で、高校時代はバスケットボールでインターハイに出場し、東京都の選抜チームにも選ばれる。球技はなんでも得意。
- 高校2年でバスケ部のレギュラーに選ばれ、インターハイに出場した。その活躍が噂で広まったのか、女性誌「JJ」にイケメン高校生として紹介され、それを観た芸能事務所社長が河合の高校までスカウトをしに来た。
- 大学1、2年の時はバスケットボールに真剣に取り組んでいたため、CMなどの単発の仕事をして、なるべく部活に影響のないようにしていた。
- 好きな音楽はちあきなおみ、山下達郎、尾崎豊、ビートたけし、玉置浩二、柳ジョージ、酒匂ミユキ　（世界）ビル・エヴァンスだが、日々変動する。（2016年9月自身のSNSより）
- 家族と仲が良く、特に父親とは飲みに出たり、一緒にコンサートに行ったりしている。
- 小旅行が好きで、時間が出来るとふらりと出かける。ほぼ無計画で気ままに最小限の荷物で出かけ、ローカル線などに乗り気分で好きな町などを訪問する。
- 家族構成は、父親、母親、妹。
- 舞台で演じた役でサックスを演奏、プライベートでも楽器を購入し趣味のひとつに加える。
- 好きなファッションブランドはヨウジヤマモト。

## 出演作品

### テレビドラマ
- 仔犬のワルツ 第2話（2004年4月24日、日本テレビ） - 生徒 役
- 愛情イッポン! 第8話（2004年9月4日、日本テレビ） - 村上隆一 役
- Pinkの遺伝子 第8話（2005年、テレビ東京） - 木下モリヲ 役
- 恋する!?キャバ嬢 第9話（2006年3月5日、テレビ東京） - 桜木俊之 役
- NHK連続テレビ小説「純情きらり」9週 第52話（2006年6月1日、NHK） - 若槻彰 役
- ウルトラマンメビウス 第28話（2006年10月14日、CBC） - スザキ・ジュン 役
- 相棒（テレビ朝日 / 東映）
  - season5 第10話「名探偵登場」（2006年12月13日） - 三橋弘也 役
  - season9 最終話「亡霊」（2011年3月9日） - 山本秘書 役
- おとなの眼鏡「ゴ・マル・ニ」（2007年、チバテレビ） - 準主演・北嶋豊 役
- 未来創造堂 第40回 シアター創造堂「ゴルフボールを創ったニッポン人」（2007年1月19日、日本テレビ） - 江頭嘉則 役
- 美味學院（2007年4月2日 - 6月25日、テレビ東京） - 土方歳輝 役
- 恋愛診断〜運命のコドウ〜 第1話 - 3話（2007年9月10日 - 24日、テレビ東京） - 葛城慧 役
- 愛の迷宮（2007年10月25日 - 12月28日、東海テレビ） - 鮎川春樹 役
- 正しい王子のつくり方（2008年1月8日 - 3月25日、テレビ東京） - 山崎京太 役
- Wild Strawberry　第2話（2008年4月10日、テレ朝チャンネル） - マジシャン金子 役
- トミカヒーローシリーズ
  - トミカヒーロー レスキューフォース 第20話（2008年、テレビ愛知） - 福沢優斗 役
  - トミカヒーローレスキューファイアー 第40〜42話（2010年1月9日・16日・23日、テレビ東京） - ケンタロウ 役
- 時代劇スペシャル 花の誇り（2008年12月20日、NHK） - 平井重助 役
- 執事喫茶にお帰りなさいませ（2009年1月7日 - 3月25日、毎日放送） - 鳴羽 役
- 金曜ロードSHOW 恋のから騒ぎ　スペシャル　Love StoriesVI　「尽くす女」（2009年9月25日、日本テレビ） - キャッチャー 役
- その男、副所長3　第3話（2009年10月29日、テレビ朝日） - 仙崎公彦（辻智和は偽名） 役
- 仮面ライダーW 第41話・42話（2010年7月4日・11日、テレビ朝日） - 上杉誠 役
- 新・警視庁捜査一課9係 第2シリーズ 第3話（2010年7月14日、テレビ朝日） - 香田龍太郎 役
- ひとりじゃない　第3話から（2011年1月8日　BSフジ） - 黒木 役
- 四つ葉神社ウラ稼業 失恋保険〜告らせ屋〜 第2話（2011年4月14日、読売テレビ） - 岩瀬芳生 役
- コズミックフロント「天文将軍 徳川吉宗」（2013年9月26日、NHK） - 吉宗の側衆 役
- なぜ東堂院聖也16歳は彼女が出来ないのか? 第8話・9話（2014年12月8日・15日、名古屋テレビ） - 武田 役
- ドラマスペシャル 最後の証人（2015年1月24日、テレビ朝日） - 三浦 役
- 水曜ミステリー9 廉恥 警視庁強行犯 樋口顕（2015年2月25日、テレビ東京） - 木田亮太 役[1]
- さよならドビュッシー 〜ピアニスト探偵 岬洋介〜（2016年3月18日、日本テレビ） - 整形外科医 役
- 小吉の女房 第7話（2019年2月22日、NHK BSプレミアム） - 磯貝半次郎 役

### 映画
- 実写版 テニスの王子様（2006年5月13日公開） - 生徒 役
- デスノート 前編（2006年6月17日公開） - 大学生 役
- 真夜中の少女たち センチメンタルハイウエイ（2006年8月12日公開） - 寺内先輩 役
- スケバン刑事 コードネーム=麻宮サキ（2006年9月30日公開） - クラスメイト 役
- ふぞろいな秘密（2007年6月16日公開） - 山置洋二 役
- いつかの君へ（2007年7月28日公開） - 準主演・早瀬耕平 役
- 夕映え少女「浅草の姉妹」（2008年1月26日公開） - 青山 役
- 最強兵器女子高生 RIKA（2008年2月23日公開） - ユウジ 役
- TOPLESS（2008年6月7日公開） - 小林健太 役
- キズモモ。（2008年9月6日公開） - 里見亮 役
- 地球でたったふたり　傷だらけの天使たち（2008年9月20日公開） - サーファー 役
- 傘（2008年12月21日公開） - 福永こうへい 役
- キラキラMOVIES「新宿区歌舞伎町保育園」（2009年1月31日公開） - 進 役
- パラレル〜愛は全てを乗り越える〜　（2009年3月14日公開） - 平野満 役
- 18倫（2009年4月14日公開） - AV制作会社「バール企画」社長 沢倉 役
- タイマンI（2009年9月26日公開） - 花道テツオ 役
- 地下室（2009年11月21日公開） - 岸谷恵介 役
- 書の道（2009年12月26日公開） - 市原達彦 役
- ゲーム☆アクション（2009年） - 蓮田 役
- 手のひらの幸せ（2010年1月23日公開） - 田中健一 役
- 18倫 アイドルを探せ（2010年1月23日公開） - AV制作会社「バール企画」社長 沢倉 役
- ハッピーエンド（2010年6月26日公開公開） - 村上正人 役
- 憐れみムマシカ（2010年7月31日公開）　柏木広志 役
- 愛の言霊〜世界の果てまで〜（2010年8月7日） - 田村慎司 役
- 名前のない女たち（2010年9月4日公開） - 隆 役
- 愛するとき、愛されるとき（2010年10月9日公開） - 石井勇司 役
- サイクロプスの涙（2010年12月18日公開） - タケル 役
- ゼロヨン・ファイター（2010年制作） - 主演・工藤新之助 役
- タイマンII（2010年公開） - 花道テツオ 役
- 不倫純愛（2011年1月22日公開） - 岡セイジ（ハルオ） 役
- かなりあ〜人生をうまく跳べない人2〜（2012年4月7日公開） - 松村省吾 役
- リアル鬼ごっこ5（2012年5月26日公開） - 川崎朔也 役
- 時空警察ヴェッカー デッドリーナイトシェード（2012年10月10日公開） - 沢口慎也 役
- 僕の中のオトコの娘（2012年12月1日公開） - 中村昇 役
- ゾンビデオ（2012年12月29日公開） - 宅配便の男 役
- 桐生人（2012年） - 長男 役
- リトルウイング〜3月の子供たち〜（2013年7月27日公開） - 桐生さとし 役
- 夜明け前 朝焼け中（2013年11月2日公開） - 松本紀明 役
- ライヴ（2014年5月10日公開） - 山崎ヨシマサ 役
- 最後の命（2014年11月8日公開） - 警察官 役
- 妻が恋した夏（2014年10月11日公開） - 中村洋介（消しゴム） 役
- 愛の果実（2014年11月29日公開） - 安西 洋平 役
- アイアンガール ULTIMATE WEAPON（2015年1月7日公開） - キル（トウジョウテツヤ） 役[2]
- D坂の殺人事件（2015年2月14日公開） - 郷田三郎 役
- ラバーズ愛の軌跡（2015年7月7日公開） - 南條晴彦 役
- 民暴（2016年1月30日公開） - ぼったくりバーの店長 役
- 母の恋人（2016年2月25日公開） - 梶山 將大 役
- 屋根裏の散歩者（2016年7月23日公開） - 郷田三郎 役
- 平成・土佐の一本釣り（2016年12月25日公開） - 西岡徹 役
- Sea Opening（2018年2月10日公開） - 佐竹徳明 役
- 第二警備隊（東京2018年6月16日、大阪6月30日公開） - 身辺警護員 役
- モルエラニの霧の中（2021年2月6日全国順次公開） - 川上真太 役[3]
- MANKAI MOVIE『A3!』〜AUTUMN & WINTER〜（2022年3月4日公開） - 神木坂レニ 役[4]

### Vシネマ
- 神威〜カムイ〜ギャング・オブ・ライフI・II（2011年） - 佐伯カイ 役
- 狼の流儀1・2（2012年） - ケン 役
- 修羅の挽歌（2012年） - 吾郎（ソープランドのボーイ） 役
- 拳銃密売の女（2012年） - 小池 役

### 劇場アニメ
- 劇場版IDOL舞SHOW（2022年6月24日） - 真田幸之助 役

### ショートムービー
- 歩道橋の海（2007年）「HARBIE LIVE TALK DVD TALKING FACE Vol.1」収録 - －海 役

### MV
- 東方神起「SCREAM」（2013年） - 逃げる男 役
- 小野賢章「FIVE STAR」（2018年）
- TOKIONE「シアワセのスィッチ」（2021年）

### ドキュメンタリー
- 世界ウルルン滞在記 ドイツ・ラート編（2005年12月4日、毎日放送）

### テレビバラエティ
- ラジかるッ（日本テレビ、2007年5月25日）

### CM
- NTTドコモ東北 宮崎あおい「スゴワザ」篇（504iSシリーズ）（2003年）
- 蒟蒻畑（マンナンライフ） 松岡恵望子「きっと出会える」篇（2005年）
- メガネの三城（2008年）

### 舞台
- ミュージカル『テニスの王子様』 - 日吉若 役

| 公演名                                          | 公演          | 会場                               | 公演期間                      |
| ----------------------------------------------- | ------------- | ---------------------------------- | ----------------------------- |
| The Imperial Match 氷帝学園                     | 東京公演      | 日本青年館 大ホール                | 2005年8月8日 - 14日           |
| The Imperial Match 氷帝学園                     | 大阪公演      | 大阪メルパルクホール               | 2005年8月17日 - 20日          |
| The Imperial Match 氷帝学園 in winter 2005-2006 | 東京公演      | 日本青年館 大ホール                | 2005年12月19日 - 25日         |
| The Imperial Match 氷帝学園 in winter 2005-2006 | 大阪公演      | 大阪メルパルクホール               | 2005年12月28日 - 2006年1月2日 |
| Dream Live 3rd                                  | 東京公演      | Zepp Tokyo                         | 2006年3月28日・29日           |
| Advancement Match 六角 feat. 氷帝学園           | 東京公演      | 日本青年館 大ホール                | 2006年8月3日 - 13日           |
| Advancement Match 六角 feat. 氷帝学園           | 大阪公演      | 大阪メルパルクホール               | 2006年8月16日 - 19日          |
| Advancement Match 六角 feat. 氷帝学園           | 名古屋公演    | 名鉄ホール                         | 2006年8月24日 - 27日          |
| Dream Live 4th                                  | 東京公演      | パシフィコ横浜 国立大ホール        | 2007年3月30日・31日           |
| Dream Live 4th                                  | 大阪公演      | 梅田芸術劇場シアター・ドラマシティ | 2007年5月17日 - 20日          |
| The Imperial Presence氷帝 feat. 比嘉            | 東京公演（1） | 日本青年館 大ホール                | 2008年7月29日 - 8月17日       |
| The Imperial Presence氷帝 feat. 比嘉            | 大阪公演      | 大阪メルパルクホール               | 2008年8月20日 - 24日          |
| The Imperial Presence氷帝 feat. 比嘉            | 愛知公演      | 愛知県勤労会館 講堂                | 2008年10月3日 - 5日           |
| The Imperial Presence氷帝 feat. 比嘉            | 台湾公演      | NOVELHALL                          | 2008年10月10日 - 12日         |
| The Imperial Presence氷帝 feat. 比嘉            | 韓国公演      | COEX                               | 2008年10月17日 - 19日         |
| The Imperial Presence氷帝 feat. 比嘉            | 東京公演（2） | 東京芸術劇場 中ホール              | 2008年10月30日 - 11月3日      |

- スラブ・ボーイズ（2006年5月18日 - 6月4日） - アラン・ダウニー 役
- 研修医魂（2007年1月16日 - 21日、ル・テアトル銀座） - 溝口光太郎 役
- アダルトな女たち（2007年8月4日、赤坂RED/THEATER） - タクヤ 役 ※ゲスト出演
- CORNFLAKES第3回公演「体感季節」（東京芸術劇場 小ホール） - 三島楠人 役
- 心霊探偵 八雲 いつわりの樹（2008年3月6日 - 13日、青山円形劇場） - 斉藤八雲 役
- 女信長（2009年6月5日 - 21日、青山劇場 / 6月26日 - 28日、シアターBRAVA!） - 浅井長政 役
- オーストラ・マコンドー
  - 1stオーストラ「三月の5日間」（2010年1月8日 - 17日、赤坂RED/THEATER） - ミノベ 役
  - 昭和マコンドー『岸田國士原作コレクション2』〜「クロニック・モノロゲ」（2013年8月2日 - 4日、Black A） - 主演・秀島辰夫 役
- スペーストラベラーズ Side:summer（2012年7月5日 - 15日、本多劇場） - 強盗のリーダー“サディスティック・ポエマー” 役[5]
- kamakaji Lab 旗揚げ公演「カッコーの巣の上で」（2012年12月19日 - 25日、ウッディシアター中目黒） - Aキャスト、男棟バージョン
- 国家〜偽伝、桓武と最澄とその時代〜（2013年3月27日 - 31日、新国立劇場 小劇場） - 桓武天皇 役[6]
- LIBERUSプロデュース 東京ギロティン倶楽部第一回公演「東京奇人博覧会」（2013年4月17日 - 21日、全労済ホール スペース・ゼロ） - 山田少佐 役
- ダルマ（2013年5月15日 - 19日、全労済ホール スペース・ゼロ） - 主演・ダルマ 役[7]
- RADIO 311（2013年5月29日 - 6月2日、ウッディシアター中目黒） - Aキャスト：小野寺俊介/Bキャスト：伊藤信夫 役[8]
- 猫と犬と約束の燈（2013年7月10日 - 14日、紀伊國屋ホール） - 主演・古谷野美津 役
- 劇団空感エンジン 炎男〜ファイアーガイズ〜公演vol.1「オサエロ」（2013年9月4日 - 9日、両国Air studio） - AB班・浅井 役
- 歳末明治座 る・フェア 年末だよ!みんな集合!!（明治座 / 12月31日、NHK大阪ホール） - 駿河次郎 役
- あなたと住むなら〜東京タワー編〜（2014年2月4日 - 9日、築地ブディストホール築地本願寺内 右側第一伝道会館2F） - 主演・豊田竜也 役
- 「芸人狼」スピンオフ 〜ラブレターズ溜口vs俳優軍団〜（2014年2月15日、青山円形劇場）
- 真っ白な図面とタイムマシン（2014年3月8日 - 14日、青山円形劇場） - 今川未來 役[9]
- ハナレウシ（2014年6月25日 - 29日、全労済ホールスペース・ゼロ） - 主演・高杉晋作 役[10]
- 即興芝居×プレビュー「potluck【2nd（night）】」（2014年8月31日、ASTROHALL）
- 僕らの深夜高速（2014年11月20日 - 24日、草月ホール） - 小西 役
- 時代に流されろ!（2015年3月27日 - 29日、本多劇場） - 売れない小説家 役[11]
- 朗読能シアター「咸陽宮」（2015年5月23日・24日、東京芸術劇場 シアターウエスト） - 秦舞陽 役
- 体感する能「咸陽宮」（2015年6月27日、宝生能楽堂） - ナビゲーター 役
- 魔界錬闘会
  - 魔界業火（2015年7月24日、新木場1stRING） - 大祝安舎 役
  - 魔界哀歌（2015年8月21日、新木場1stRING） - 高杉晋作 役
  - 魔界慚愧（2015年9月25日、新木場1stRING） - 崇徳上皇 役
  - 魔界相剋（2015年10月23日、新木場1stRING） - 崇徳上皇 役
  - 魔界忍法帖（2015年11月13日、新木場1stRING） - 崇徳上皇 役
  - 魔界絶命（2015年12月11日、新木場1stRING） - 崇徳上皇 役
- 河合龍之介単独ライブ
  - 人蟲〜新四谷怪談・其の壱〜（2015年7月25日、宮益坂十間スタジオ）
  - 人蟲〜新四谷怪談・其の弐〜（2015年8月22日、スタジオRES）
  - 人蟲〜新四谷怪談・其の参〜（2015年9月26日、スタジオハコス）
  - 人蟲〜新四谷怪談・其の四〜（2015年10月24日、中目黒 楽屋）
  - 人蟲〜新四谷怪談・其の伍〜（2015年11月14日、スタジオハコス）
- 南総里見八犬伝（2015年10月8日 - 18日、DDD AOYAMA CROSS THEATER） - 赤岩一角武遠（化猫） / 犬山道節忠与 役[12]
- あっ地球 to こっ地球（2015年11月18日 - 23日、笹塚ファクトリー） - 将大 役
- 朗読劇「銀河鉄道の夜」（2016年1月16日 - 21日、DDD AOYAMA CROSS THEATER） - 語り / 先生 / ザネリ / カムパネルラのお父さん（博士） / おじさん / 青い胸当てをした人 / お母さん / 年老った女の人 / 大学士 / 鳥捕り / 車掌 / 燈台看守 / 男の子（タダシ） / 女の子（かおる子） / 青年（家庭教師） / 信号手 / インデアン / 声（ブルカロニ博士） / マルソ 役
- 叫べども叫べども、この夜の涯て（2016年2月24日 - 28日、六行会ホール） - シッポ 役[13]
- オーストラ・マコンドー 「業」（2016年3月23日 - 27日、渋谷ギャラリー・ルデコ4） - オリハラ 役
- 宇宙に雨の降る如く（2016年4月28日 - 5月1日、シアター711） - 換金業者 役（映像出演）
- “STRAYDOG”Produce公演 「悲しき天使」（2016年11月10日 - 13日、吉祥寺シアター / 11月26日・27日、HEP HALL） - 茂 役[14]
- オーストラ・マコンドー「息が苦しくなるほどに跳ぶ」（2016年11月30日 - 12月11日、NICA） - ゆきお 役
- 孤島の鬼—咲きにほふ花は炎のやうに—（2017年2月3日 - 12日、赤坂RED/THEATER） - 諸戸丈五郎 役[15]
- 地球戦士ゼロス - 戎（エビス）ジン / 暗黒戦士ザクス 役
  - 「地球戦士ゼロス〜盗まれた太陽〜」（2017年2月24日 - 26日、in→dependent theatre 2nd）
  - 「地球戦士ゼロス〜プリンセス・オブ・マリーナ〜」（2018年2月22日 - 25日、インディペンデントシアター2nd）
- リーディング公演「ふたり」（2017年3月4日 - 4月24日、江古田 兎亭） ※毎週土日のみ公演、うち4月公演に出演
- 舞台「黒子のバスケ」 - 木吉鉄平 役
  - 舞台「黒子のバスケ OVER-DRIVE」（2017年6月22日 - 7月9日、AiiA 2.5 Theater Tokyo / 7月13日 - 17日、森ノ宮ピロティホール）[16]
  - 舞台「黒子のバスケ IGNITE-ZONE」（2018年4月6日 - 22日、サンシャイン劇場 / 5月1日 - 6日、森ノ宮ピロティホール / 5月11日 - 13日、日本青年館ホール）[17]
  - 舞台「黒子のバスケ-ULTIMATE-BLAZE」（2019年4月30日 - 5月1日、COOL JAPAN PARK OSAKA TTホール / 5月4日・5日、刈谷市総合文化センター大ホール / 5月7日 - 13日、日本青年館ホール / 5月18日・19日、福岡市民会館大ホール）[18]
- 制作「山口ちはる」プロデュース「真夏のカーニバル」（2017年7月31日 - 8月3日、武蔵野芸能劇場） - 鬼俵講師 役
- 舞台「北斗の拳 -世紀末ザコ伝説-」（2017年9月6日 - 10日、シアターGロッソ） - 上ザコB / パルコ 役
- Gahornz 第4回公演『運転代行ロボット、YAYAKO4』（2017年12月15日 - 24日、SUMUZO STUDIO HACCHOBORI） - YAYAKO4 役（友情出演、映像のみ）
- ミュージカル「黒執事」 -Tango on the Campania-（2017年12月31日 - 2018年1月14日、TBS赤坂ACTシアター / 1月19日 - 22日、神戸国際会館こくさいホール / 1月26日 - 28日、愛知・江南市民文化会館 / 2月3日・4日、石川・本多の森ホール / 2月10日 - 12日、久留米シティプラザ ザ・グランドホール） - リアン・ストーカー 役[19]
- 僕らの未来（2018年12月6日 - 16日、品川プリンスホテル クラブeX / 12月20日 - 23日、大阪ビジネスパーク 円形ホール） - 倉田陽介 役
- MANKAI STAGE『A3!』 - 神木坂レニ 役
  - MANKAI STAGE『A3!』〜AUTUMN & WINTER 2019〜（2019年1月31日 - 2月11日、日本青年館ホール / 2月23日・2月24日、下関市民会館大ホール / 2月27日 - 3月3日、梅田芸術劇場 メインホール / 3月15日 - 24日、天王洲 銀河劇場）[20]
  - MANKAI STAGE『A3!』〜SUMMER 2019〜（2019年8月8日 - 18日、品川プリンスホテル ステラボール / 8月23日 - 9月1日、AiiA 2.5 Theater Kobe / 9月6日 - 8日、名古屋市公会堂 / 9月13日 - 15日、長岡市立劇場大ホール / 9月19日 - 29日、品川プリンスホテル ステラボール）[21]
  - MANKAI STAGE『A3!』〜Four Seasons LIVE 2020〜（2020年9月17日 - 20日、東京ガーデンシアター）
  - MANKAI STAGE『A3!』ACT2! 〜WINTER 2023〜（2023年1月21日 - 2月26日、TACHIKAWA STAGE GARDEN 他）[22]
  - MANKAI STAGE『A3!』ACT2! 〜WINTER 2024〜（2024年4月9日 - 5月12日、TOKYO DOME CITY HALL 他）[23]
  - MANKAI STAGE『A3!』〜Four Seasons LIVE 2024〜（2024年10月31日 - 11月4日、東京ガーデンシアター）[24]
  - MANKAI STAGE『A3!』ACT3! 〜2025〜（2025年3月22日 - 5月10日、KAAT神奈川芸術劇場 ホール）[25]
- 家庭教師ヒットマンREBORN! the STAGE - 沢田家光 役[26]
  - 家庭教師ヒットマンREBORN! the STAGE -vs VARIA part I-（2019年6月14日 - 23日、シアター1010 / 6月27日 - 30日、柏原市民文化会館 リビエールホール）[27]
  - 家庭教師ヒットマンREBORN! the STAGE -vs VARIA part II-（2020年1月6日 - 13日、天王洲 銀河劇場 / 1月17日 - 19日、梅田芸術劇場 シアター・ドラマシティ）[28]
- オペレッタ「原城哭く（はらじょうなく）」朗読劇（11月10日、目黒サレジオ教会） - 芦屋忠右衛門 役
- KPR 開幕ペナントレース「Ashita no Ma-Joe: Rocky Macbeth」（2020年2月7日 - 10日、若葉町ウォーフ）
- 夜明け〜spirit〜（2020年2月19日 - 24日、ウッディシアター中目黒）
- 男たちの中で〜In the Company of Men〜 （2020年10月17日 - 25日、座・高円寺） - ウィリー 役[29]
- ミュージカル『青春-AOHARU-鉄道』
  - ミュージカル『青春-AOHARU-鉄道』4〜九州遠征異常あり〜 （2021年2月14日 - 28日、天王洲 銀河劇場） - 都営新宿線 役[30]
  - ミュージカル『青春-AOHARU-鉄道』〜地下の中心で愛をさけんだMétro〜（2023年12月21日 - 31日、品川プリンスホテル クラブeX） - 都営新宿線 役[31]
  - ミュージカル『青春-AOHARU-鉄道』コンサート Rails Live 2025（2025年11月22日 - 24日〈予定〉、TACHIKAWA STAGE GARDEN） - 都営新宿線 役[32]
- TBS開局70周年記念舞台『刀剣乱舞』无伝 夕紅の士 -大坂夏の陣-（2021年4月11日 - 6月27日、IHIステージアラウンド東京） - 霧隠才蔵 役[33]
- 親子で楽しめる人形劇×能楽「宝生能楽堂夏祭 能楽タイムトラベラー」（2021年8月22日、宝生能楽堂） - ナレーション[34]
- ライブ・スペクタクル「NARUTO-ナルト-」 - ゼツ 役
  - 〜うずまきナルト物語〜（2021年12月4日 - 13日、日本青年館ホール / 12月25日 - 2022年1月2日、メルパルクホール大阪）[35]
  - 〜忍界大戦、開戦〜（2022年10月1日 - 10日、神戸文化ホール 中ホール / 10月15日 - 22日、天王洲 銀河劇場）[36][37]
  - 〜忍の生きる道〜（2023年10月8日 - 11日、KAAT神奈川芸術劇場 ホール / 10月18日 - 22日、AiiA 2.5 Theater Kobe / 10月28日 - 11月5日、TOKYO DOME CITY HALL）[38]
- 舞台 あの日見た花の名前を僕達はまだ知らない。（2022年2月2日 - 6日、あうるすぽっと） - 本間学 役[39]
- NIGHT HEAD 2041-THE STAGE-（2022年7月1日 - 10日、東京ドームシティ シアターGロッソ） - 御厨恭二朗 役[40]
- 舞台『イヴの時間』（2022年12月23日 - 29日、博品館劇場） - セトロ 役[41]
- Pickaroon!〜ピカルーン〜（2023年6月24日 - 7月2日、すみだパークシアター倉）[42]
- 神戸セーラーボーイズ 定期公演 vol.1『ロミオとジュリアス』『Water me! 〜我らが水を求めて〜』（2023年11月17日、AiiA 2.5 Theater Kobe）[43]
- Homecoming Party『START』（2024年3月22日、品川プリンスホテル クラブeX）[44]
- Allen suwaruプロデュース公演『いい人間の教科書。』（2024年7月6日 - 14日、すみだパークシアター倉）[45]
- 舞台『かげきしょうじょ!!』第2章（2024年12月12日 - 18日、三越劇場） - 白川煌三郎 役[46]
- 舞台『怪人21面相』（2025年7月31日 - 8月10日〈予定〉、新宿シアターモリエール） - 白砂駿嗣 役[47]

### インターネットTV
- あっ!とおどろく放送局（T-TIME）

### DVD
- HARBIE LIVE TALK DVD TALKING FACE Vol.1（2007年3月15日発売、STUDIO WARP）
- DVDドラマ「斬セイバー第壱章」（2006年11月20日発売、有限会社ウエストパワー） - 主演・日向マサキ 役
- DVDドラマ「斬セイバー第弐章」（2006年11月20日発売、有限会社ウエストパワー） - 主演・日向マサキ 役
- DVDドラマ「斬セイバー第参章」（2007年6月20日発売、有限会社ウエストパワー） - 主演・日向マサキ 役
- DVDドラマ「斬セイバー第肆章」（2007年7月20日発売、有限会社ウエストパワー） - 主演・日向マサキ 役
- 1stDVD「Blanca　-ブランカ-」（2008年6月30日発売、東京さくら印刷）
- 「キラキラACTORS TV」DVDシリーズ 河合龍之介・渡辺大輔（2009年2月18日、マーベラスエンターテイメント）
- キスシーンだけを集めたオムニバスDVD「Kiss&Hug」〜キスハグ〜（2011年12月9日） - chapter 6 見知らぬ男 役

### 写真集
- 1st写真集「河合龍之介 河合竜之介×ハービー・山口」（2006年10月31日、STUDIO WARP）ISBN 978-4-86010-201-2
- ハービー・山口の写真を味わう写真誌「アンビシャス」創刊準備号（2007年3月15日、STUDIO WARP）ISBN 978-4-903451-21-3
- 執事喫茶にお帰りなさいませ OFFICIAL BOOK（2009年3月発売、SDP）ISBN 978-4-903620-54-1
- TIMEs（2022年）

### その他
- 携帯サイト 「ビジュアルボーイ」
- スマートボーイズ動画配信 アイドル育成シミュレーションMOVIE　『キャラフルSTARS』（2014年1月配信開始、幻冬舎コミックス） - 特別講師 演技担当 南野 役[48]
- スマボMovie第8弾 恋愛サスペンスシミュレーションMovie『Secret〜記憶の森〜』（2017年12月1日配信開始） - 石巻春彦 役[49]
- MILOU「メンズ.ドーガvol.1 河合龍之介」（2007年、ドーガ堂）
- RYU'S BAR feat.Gahornz〜A Messenger from Sunday〜（2018年5月26日、東京倶楽部）